# Dvorec Pusti Gradec
Dvorec Pusti Gradec (nemško Ödengradez) je stal v naselju Pusti Gradec v občini Črnomelj.

## Zgodovina
Prva neposredna omemba dvorca je iz leta 1597, ko se omenja prvi znani lastnik Gašper Križanič. Posredno se omenja leta 1615, ko se omenja vojak Henrik Plasmann, ki naj bi bil lastnik dvorca. Henrika so Turki pobili pri Podlogu, ko se je vračal k svoji ženi Elizabeti pl. Gall. O tem dogodku je pesnik Ritter von Kalchberg zložil balado. Starejši sin Franc Plasmann je bil obsojen na smrt zaradi umora svojega očima, vendar je iz zapora pobegnil na Hrvaško. Grof Frankopan ga je postavil za oskrbnika njegovih posesti a je bil kmalu zaprt zaradi povzročene škode svojemu novemu gospodarju in je tam tudi umrl. Poslednji Matej Plasmann je bil ritmojster hrvaške kompanije. Tudi njega so pobili Turki pri vračanju domov in tako je rod Plasmannov izumrl.
Sam dvorec je bil opuščen v 19. stol.

## Balada
Na kranjskem svojem gradu
Po bitkah s Turki
Zaslovel naokrog je Henrik Plasmann,
Saj bil je hraber, zmagovit;
Premnogi srčni vitez je omahnil
V spopadu pod njegovim kopjem.
Zares pogosto saracensko kri
Njegov je bridki meč okušal...

## Legenda
Po legendi naj bi Pusti Gradec napadli in osvojili Turki. Graščaki pa so skozi skrivni rov prebegnili na močneje utrjen dvorec Brdarci, kateremu domačini pravijo grad Meta. Med umikanjem iz gradu so kričali "pusti grad!" in od tod naj bi izviralo ime Pusti Gradec.